# Вудхал (Илиноис)
Вудхал (енгл. Woodhull) град је у америчкој савезној држави Илиноис.

## Демографија
По попису из 2010. године број становника је 811, што је 2 (0,2%) становника више него 2000. године.
| Група             | 2000.       | 2010.       |
| Белци             | 791 (97,8%) | 781 (96,3%) |
| Афроамериканци    | 3 (0,4%)    | 7 (0,9%)    |
| Азијати           | 1 (0,1%)    | 0 (0,0%)    |
| Хиспаноамериканци | 10 (1,2%)   | 19 (2,3%)   |
| Укупно            | 809         | 811         |